# Радонеж (братство)
Ра́донеж — российская общественная организация, действующая как братство Русской православной церкви. Основано в 1987 году.
В рамках общества «Радонеж» работают: радиостанция, газета, три гимназии, паломническая служба, Международный фестиваль кино и телепрограмм «Радонеж».
Председатель совета братства — Евгений Константинович Никифоров.

## История
Братство сложилось к середине 1980-х годов среди представителей московской интеллигенции. Как вспоминал Евгений Никифоров:

Мы с самого начала были обществом малых дел. Хотелось [в начале 1980-х], допустим, нам самим читать религиозные книжки, вот и стали их издавать для других. Наладили религиозный самиздат. Алексей Владимирович Рогожин, ныне главный редактор радио «Радонеж», умудрялся тогда издавать тысячестраничные книжки тиражом в тысячу экземпляров. Евгений Андреевич Авдеенко — филолог-классик, философ, преподавал древнегреческий язык, язык восточных Отцов Церкви — основал кружок по изучению святоотеческой литературы. Из этого и вырастали издательство, гимназии.

В 1987 году братство получило легальный статус, будучи зарегистрированным как «экспериментально-творческое объединение „Радонеж“». Это дало возможность легально устраивать лекции в клубе «Меридиан». С 1988 года — «творческо-производственный кооператив „Радонеж“».

Но когда в России наступили дни свободы, мы со всей своей нерастраченной энергией бросились организовывать православные выставки, концерты, вечера. И тогда мы во всем были первыми: первая пасхальная открытка была издана нами, первая официально вышедшая православная книжка была выпущена нами. Мы обратились в Союз архитекторов и делали с ними выставку «Христианское жилище». Вместе с Союзом писателей делали конкурс на лучший Рождественский рассказ. С Союзом художников делали первые выставки религиозной живописи. Наши вечера в Культурном центре «Меридиан» собирали полуторатысячную аудиторию, билет невозможно было купить, и люди стояли в проходах между кресел..
В 1989 году образовано Паломническая служба «Радонеж».
Осенью 1990 года была открыта и первая в СССР православная классическая гимназия «Ясенево», занявшая помещения школы № 1106.
В 1990 году образована первая независимая православной радиостанции «Радонеж».
В 1995 году — создание православной газеты «Радонеж».
В том же году создан международного православный фестиваль кино-, теле- и радиопрограмм «Радонеж».
В 1997 году с принятием Закона о свободе совести были зарегистрированы как «религиозное объединение Русской Православной Церкви Московского Патриархата, Православное Братство „Радонеж“».
В октябре 2012 года на V международном фестивале православных СМИ «Вера и слово» общество Радонеж было награждено за личный вклад в развитие православных медиа.
30 октября 2013 года по случаю 25-летия со дня основания Братства «Радонеж» состоялся торжественный приём в Патриарших палатах Храма Христа Спасителя.

## Деятельность

### Паломническая служба
Паломническая служба «Радонеж» — православная паломническая служба, имеющая представительства по всей России и за рубежом. Работает в рамках православного общества «Радонеж» по благословению Святейшего Патриарха Московского и всея Руси Алексия II уже более 20-ти лет. География паломнических маршрутов включает в себя туры от Синая до Соловков. Паломническая служба «Радонеж» образована 19 ноября 1989 года. В этот день была проведена первая экскурсия «по местам жизни патриарха Тихона» через месяц после официальной канонизации патриарха Тихона Русской Православной Церковью Московского Патриархата.
Основными направления работы ПС «Радонеж» являются: религиозно-просветительские путешествия, миссионерские поездки, паломничество, образовательные туры, семинары, речные и морские путешествия, прием иностранных групп в России, выпуск периодических изданий «Путеводитель по святым местам», организация радиопрограмм о паломничестве.

## Участие в мероприятиях
Осенью 2013 года православное братство «Радонеж» выступило против изъятия из российских учебников термина «монголо-татарское иго», подвергнув критике трактовку периода правления Золотой Орды на Руси, которая дается в концепции единого учебника по истории.